# Things Aren't Funny Anymore
«Things Aren't Funny Anymore» es una canción compuesta e interpretada por Merle Haggard and the Strangers. Fue publicada el 11 de febrero de 1974 como sencillo principal de su decimoséptimo álbum de estudio, Merle Haggard Presents His 30th Album.

## Recepción de la crítica
Un escritor no especificado de Record World describió «Things Aren't Funny Anymore» como “un éxito silencioso”, indicando que “hay una nueva prominencia evidente en el estilo de escritura y presentación que ofrece Haggard”. Un escritor no especificado de la revista Billboard señaló que «Things Aren't Funny Anymore», “sigue un poco el modelo de su último lanzamiento, pero tiene originalidad”.

## Lista de canciones
Todas las canciones escritas y compuestas por Merle Haggard.
1. «Things Aren't Funny Anymore» – 2:41
2. «Honky Tonk Night Time Man» – 2:38

## Posicionamiento

### Gráfica semanal
| Gráfica (1974)                                      | Pico de posición |
| --------------------------------------------------- | ---------------- |
| Canadá (RPM Country Playlist)                       | 2                |
| Estados Unidos (Billboard Hot Country Singles)      | 1                |
| Estados Unidos (Cash Box Country Top 75)            | 1                |
| Estados Unidos (Record World Country Singles Chart) | 3                |

### Gráfica de fin de año
| Gráfica (1974)                                 | Pico de posición |
| ---------------------------------------------- | ---------------- |
| Estados Unidos (Billboard Hot Country Singles) | 31               |
| Estados Unidos (Cash Box Country Top 75)       | 41               |